# Сингх, Вариндер
Вариндер Сингх (англ. Varinder Singh; 16 мая 1947 — 28 июня 2022, Джаландхар, Пенджаб) — индийский хоккеист (хоккей на траве), защитник. Бронзовый призёр летних Олимпийских игр 1972 года. Чемпион мира 1975 года.

## Биография
Вариндер (встречается вариант Вириндер) Сингх родился 16 мая 1947 года.
Играл в хоккей на траве за Индийские железные дороги.
В 1972 году вошёл в состав сборной Индии по хоккею на траве на Олимпийских играх в Мюнхене и завоевал бронзовую медаль. Играл на позиции защитника, провёл один матч, мячей не забивал.
В 1976 году вошёл в состав сборной Индии по хоккею на траве на Олимпийских играх в Монреале, занявшей 7-е место. Играл на позиции нападающего, провёл 8 матчей, мячей не забивал.
На чемпионатах мира в 1973 году в составе команды выиграл серебро в Амстелвене, в 1975 году — золото в Куала-Лумпуре.
В 1974 и 1978 годах в составе сборной Индии завоевал серебряные медали хоккейных турниров летних Азиатских игр.
В 2007 году награждён премией Дхиана Чанда.
Скончался 28 июня 2022 года.